# Leone Ginzburg
Leone Ginzburg (Odesa, 4 de abril de 1909-Roma, 5 de febrero de 1944) fue un intelectual italiano, una de las principales figuras culturales italianas de los años 1930, marido de la escritora Natalia Ginzburg y padre del historiador Carlo Ginzburg. Leone, por sus ideas antifascistas y sus raíces judías, fue encarcelado por los nazis y murió tras ser torturado en la prisión romana de Regina Coeli.

## Biografía

### Juventud

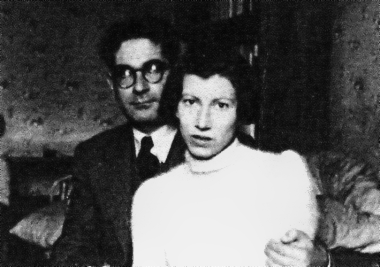
Leone y Natalia Ginzburg.

Nacido en el Imperio ruso, en la actual Ucrania, en el seno de una familia judía, se trasladó a Turín a edad muy temprana. Estudió en el Liceo Massimo d’Azeglio de la ciudad. Del instituto surgió un grupo de intelectuales y activistas políticos que se opusieron activamente al régimen fascista de Benito Mussolini. Entre los intelectuales con los que se relacionó Ginzburg figuran personalidades como Norberto Bobbio, Piero Gobetti, Cesare Pavese, Giulio Einaudi, Massimo Mila, Vittorio Foa, Giancarlo Pajetta y Felice Balbo.
En los primeros años de la década de los 30, Ginzburg enseñó lenguas eslavas y ruso en la Universidad de Turín, y trató de difundir la literatura rusa en Italia. 
En 1933, fundó —junto a Giulio Einaudi— la editorial Einaudi. En 1934 se vio obligado a abandonar sus clases en la universidad al negarse a jurar lealtad al régimen fascista. Poco después, fue arrestado con catorce jóvenes judíos turineses más, acusados de complicidad en el llamado «Caso Ponte Tresa» —lugar suizo cercano a la frontera desde el que habían introducido en Italia literatura antifascista—; la sentencia fue ligera y pronto estuvo en libertad. Fue arrestado de nuevo en 1935 por sus actividades como dirigente —junto a Carlo Levi— de la sección italiana de la organización antifascista internacional Justicia y Libertad que Carlo Rosselli había fundado en París en 1929. Desde 1937 colaboró activamente en la editorial con Einaudi y Pavese, gran amigo suyo.
En 1938 se casó con Natalia Ginzburg, con la que tuvo tres hijos —entre ellos, al historiador Carlo Ginzburg—.

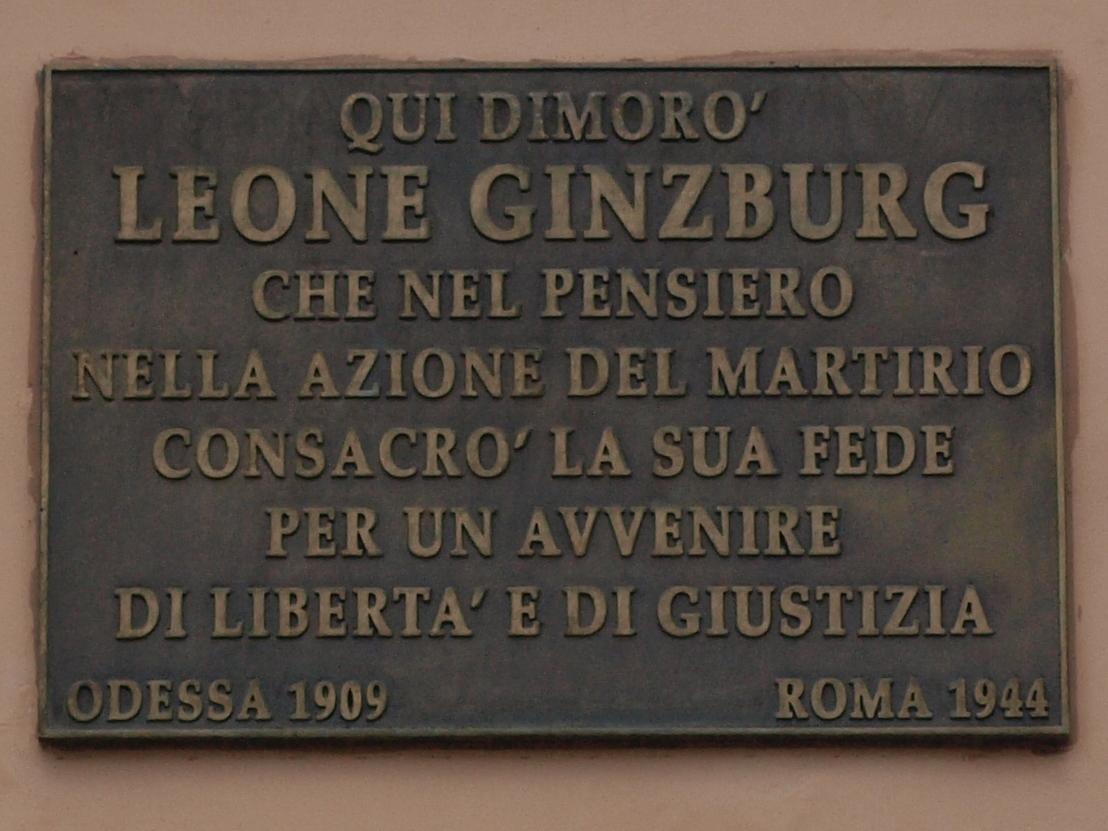
Placa conmemorativa en Pizzoli, donde residió Leone Ginzburg.

### Confinamiento en los Abruzos
En 1940, los Ginzburg reciben el castigo fascista conocido como confino, un exilio interior en un pueblo remoto. En su caso fue Pizzoli, en los Abruzos, donde permanecieron entre 1940 y 1943. Pese al alejamiento de Turín, Leone continuó su trabajo al frente de la editorial Einaudi. En 1942, cofundó en la clandestinidad el Partido de Acción y se encargó de la edición de su diario, L'Italia Libera.

### Apresamiento y muerte
En 1943, tras las invasión de Sicilia por las tropas aliadas y la caída de Mussolini, Leone Ginzburg regresó a Roma, dejando a su familia en los Abruzos. Cuando la Alemania nazi los ocupó en septiembre, Natalia Ginzburg y sus tres hijos abandonaron Pizzoli en un camión alemán —alegaron que eran refugiados de guerra que habían perdido su documentación—. Se reunieron con Leone en Roma: veinte días después, fue arrestado por la Gestapo. Preso en la sección alemana de la prisión Regina Coeli, murió allí tras ser torturado.